# Casa Grande Ruins National Monument
Casa Grande Ruins National Monument ist eine Gedenkstätte vom Typ eines National Monuments im US-Bundesstaat Arizona – rund 80 Kilometer südlich von Phoenix. Es beherbergt die Überreste einer etwa im Jahr 1200 entstandenen Siedlung des Volkes der Hohokam. Namensgeber und Mittelpunkt des Gebietes ist Casa Grande (spanisch für Großes Haus) – das größte bekannte Gebäude aus der Epoche der Hohokam, das jedoch deutlich später entstanden sein dürfte.

## Geschichte
Ab etwa dem Jahr 300 hatte sich aus nomadischen Jägern und Sammlern das Volk der Hohokam entwickelt, das sich in den Flusstälern des Gila Rivers und des Salt Rivers niederließ und erste permanente Siedlungen anlegte. Die Hohokam begannen Landwirtschaft zu betreiben und legten im Umkreis der Flüsse Bewässerungskanäle an. Abseits der Flüsse wurde zur Bewässerung Regenwasser gesammelt und in die Felder geleitet oder nach Grundwasser gegraben.
Zur selben Zeit begann sich auch ein reger Handel zwischen den Völkern des Südwestens zu entwickeln. Siedlungen entstanden nun auch an Handelswegen, die sich bereits zur damaligen Zeit bis ins heutige Kalifornien, die Great Plains, das Colorado-Plateau und bis hinein ins heutige Mexiko erstreckten. Ab der Mitte des 12. Jahrhunderts setzte eine strukturelle Veränderung in der Kultur der Hohokam ein. Die Menschen verließen die kleinen, verstreut liegenden Dörfer und konzentrierten sich in größeren, meist an Flüssen gelegenen Siedlungen, zu denen Casa Grande gezählt wird.
Über das Ende der Kultur der Hohokam ist wenig bekannt. Als der spanische Missionar Padre Eusebio Kino im Jahre 1694 an der Siedlung von Casa Grande vorbeikam, fand er sie längst verlassen vor. Angehörige des Volkes der Pima, die er in der Nähe antraf, erklärten ihm, dass die Siedlung einst von ihren Vorfahren bewohnt war, die sie Ho-ho-kahm nennen. Ho-ho-kahm bedeutet in der Sprache der Pima „alle gegangen“.

## Die Ruinen von Casa Grande
Das heutige National Monument besteht aus einer ganzen Reihe von Ruinen, die von einer rechteckigen Mauer umgeben werden. Casa Grande ist das mit Abstand größte und am besten erhaltene Bauwerk des Parks. Von einigen Ausnahmen abgesehen bestehen die restlichen Ruinen des Parks aus hüft- bis kopfhohen Wandresten.
Alle historischen Bauwerke in Casa Grande Ruins National Monument sind aus einem Material namens Caliche erbaut. Dabei handelt es sich um eine einzigartige, betonähnliche Mischung aus Sand, Tonerde und Kalkstein, die von den Hohokam entwickelt und perfektioniert wurde. Die Zutaten wurden zu Caliche-Schlamm abgemischt und Schicht für Schicht auf die geplanten Wände aufgetragen. Deckenelemente wurden aus Tannen-, Föhren- und Wacholderholz hergestellt, die eigens zu diesem Zweck etwa 60 Meilen (ca. 100 km) flussaufwärts am Gila-River abgeholzt und auf dem Fluss zur Siedlung transportiert wurden.

## Das Casa Grande
Casa Grande erhielt seinen Namen von frühen spanischen Entdeckern, für welche die Größe des Gebäudes schier unglaublich war. Diese wird heute stets als Four-Story-Structure (Gebäude mit vier Etagen) mit einer Seitenlänge von 60 Fuß (ca. 18,3 m) angegeben. Die Fertigstellung des Bauwerkes wird auf den Zeitraum um das Jahr 1350 geschätzt.
Besondere Beachtung verdient das Bauwerk aufgrund von mehreren baulichen Merkmalen, die auf exzellente astronomische Kenntnisse der Hohokam schließen lassen. So sind die Wände des quadratischen Gebäudes genau nach den Himmelsrichtungen ausgerichtet. Ein kreisrundes Loch im oberen Bereich der westlichen Wand lässt zum Zeitpunkt des Sonnenunterganges zur Sommersonnenwende das Licht an eine bestimmte Stelle einfallen. Mehrere andere Öffnungen in den Wänden sind nach anderen speziellen Positionen von Sonne und Mond ausgerichtet. Diese astronomischen Kenntnisse wurden unter anderem dazu benutzt, den richtigen Zeitpunkt für Aussaat, Ernte und religiöse Feste zu ermitteln.

## Das National Monument
Um Casa Grande als einzigartiges historisches Bauwerk zu schützen und zu erhalten, wurde am 22. Juni 1892 von Präsident Benjamin Harrison die Casa Grande Ruin Reservation eingerichtet. Casa Grande und ein das Bauwerk umgebendes Gebiet von etwa 194 Hektar waren damit die erste prähistorische und kulturelle Stätte in den Vereinigten Staaten.
Am 3. August 1918 wurde das Gebiet von Präsident Woodrow Wilson zum National Monument erklärt. Ab dem Jahr 1930 hieß die Einrichtung auf Betreiben des US-Kongresses schließlich Casa Grande Ruins National Monument. Im Jahre 1926 wurde die Fläche auf die heutige Ausdehnung von rund 191 Hektar reduziert. Heute steht Casa Grande unter der Verwaltung des National Park Service.
Der markante Überbau, der bis heute Casa Grande vor Witterungseinflüssen schützt, stammt aus dem Jahr 1932 und basiert auf Entwürfen von Frederick Law Olmsted, Jr., dem Sohn des bekannten Landschaftsarchitekten Frederick Law Olmsted, der unter anderem für die Gestaltung des Central Parks in New York verantwortlich war.
Im Besucherzentrum sind auch Artefakte der Hohokam-Kultur ausgestellt, die im nahe gelegenen Hohokam Pima National Monument gefunden wurden. Dieses liegt auf Privatgrund und ist für die Öffentlichkeit nicht zugänglich.